# هالفور بيرش
هالفور بيرش (بالدنماركية: Halvor Birch)‏ هو تاجر دنماركي، ولد في 21 فبراير 1885 في هورسينس في الدنمارك، وتوفي في 5 يوليو 1962 في كوبنهاغن في الدنمارك.

## وصلات خارجية
- هالفور بيرش على موقع اللجنة الأولمبية الدولية (الإنجليزية)
- هالفور بيرش على موقع أوليمبيديا (الإنجليزية)